# Calephelis exiguus
Calephelis exiguus is een vlindersoort uit de familie van de prachtvlinders (Riodinidae), onderfamilie Riodininae.
Calephelis exiguus werd in 1993 beschreven door Austin.